# Минчик, Юрай
Юрай Минчик (словац. Juraj Minčík, род. 27 марта 1977) — словацкий гребец на каноэ, двукратный чемпион мира, призёр олимпийских игр.
Юрай Минчик в 1997 и 2003 годах становился обладателем золотой медали чемпионата мира в командном первенстве. На Олимпиаде 2000 года он завоевал бронзовую медаль в слаломе на каноэ-одиночках.